# Waldemar Kotowicz
Waldemar Jerzy Kotowicz (ur. 17 października 1925 w Czeremsze, zm. 6 sierpnia 1997 we Wrocławiu) – podpułkownik Wojska Polskiego, autor powieści frontowych. W latach 1976–1982 był redaktorem naczelnym miesięcznika „Odra”. Nie ingerował w treść pisma, pomagał w ukazywaniu się tekstów opozycyjnych.

## Życiorys
W czasie II wojny światowej walczył w Batalionach Chłopskich. Później wstąpił do Wojska Polskiego. Walczył w jednym z oddziałów 8 Dywizji Piechoty w 2 Armii Wojska Polskiego. W jej szeregach jako dziewiętnastoletni porucznik przeszedł szlak bojowy od Lubelszczyzny poprzez Pomorze Zachodnie, Wielkopolskę, Dolny Śląsk i poza Nysę. Swoje zmagania od Wrocławia po Niemcy opisał w książce Frontowe Drogi, która ukazała się w 1958 roku. W 1951 roku zakończył służbę w wojsku w stopniu kapitana, a w 1968 awansowany został do stopnia podpułkownika. Od 1948 roku należał do PZPR.
Napisał scenariusz do filmu Jarzębina czerwona z 1969 roku, za który został nagrodzony Nagrodą Ministra Obrony Narodowej.
Pochowany został na cm. parafialnym Świętej Rodziny we Wrocławiu.

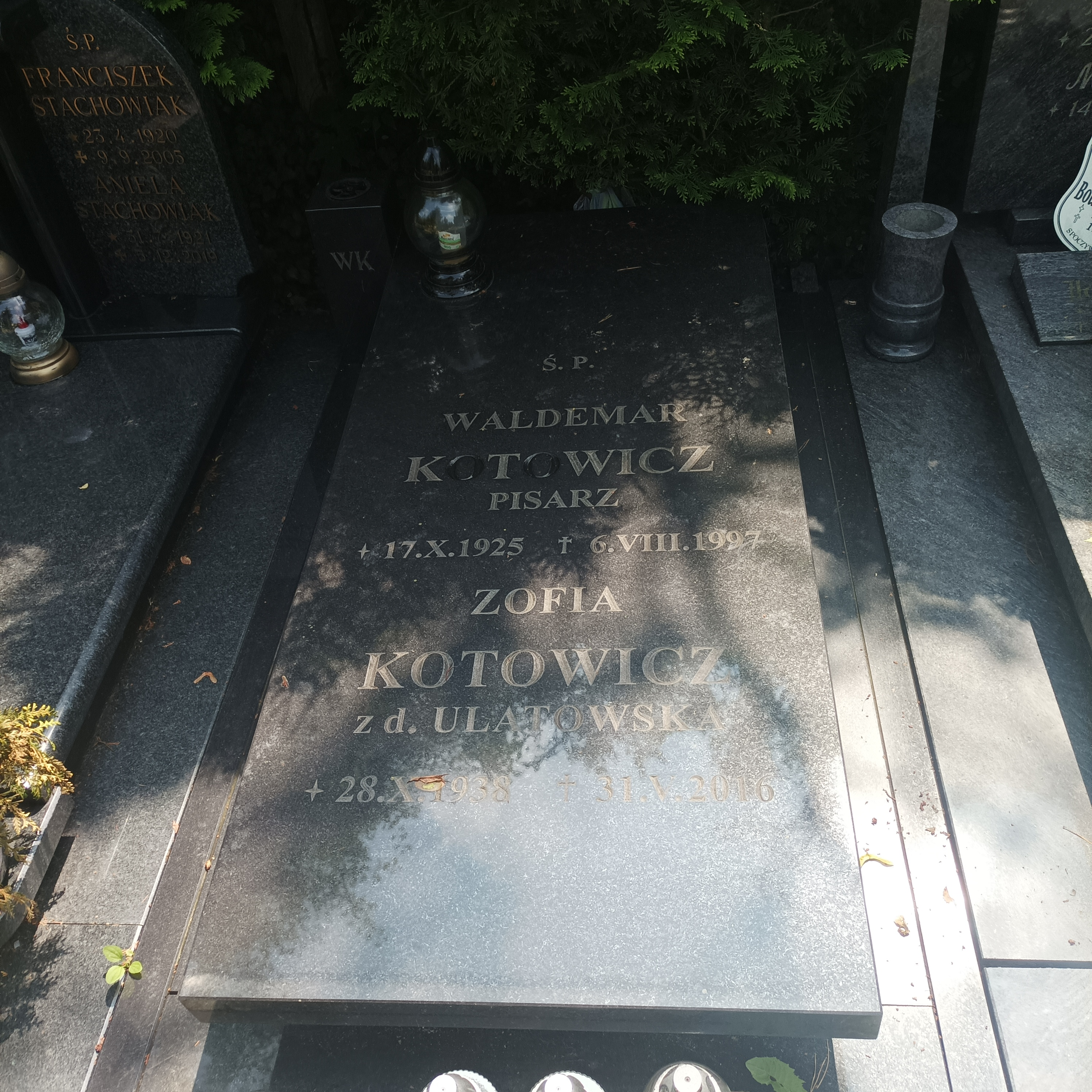
Grób ppłka Waldemara Kotowicza na Cmentarzu Świętej Rodziny

## Odznaczenia
W czasach PRL odznaczony m.in.: Krzyżem Kawalerskim Orderu Odrodzenia Polski, Orderem Krzyża Grunwaldu III klasy, Krzyżem Walecznych, Krzyżem Partyzanckim, Srebrnym Medalem Zasłużonym na Polu Chwały. Uchwałą Rady Państwa z 11 stycznia 1955 odznaczony Medalem 10-lecia Polski Ludowej. W 1976 otrzymał Dyplom honorowy Związku Pisarzy ZSRR.

## Publikacje
- Frontowe drogi – 1958
- Godzina Przed Świtem
- Przez Nysę Łużycką - 1969[6]

Z cyklu „Biblioteka Żółtego Tygrysa”
- Klęska „Szybkiego Heinza” – (tom 1964/08, 1968/09)
- Pancerniacy z drugiej – (tom 1978/18)
- Trzeci dzień natarcia – (tom 1972/16)
- W lasach Saksonii – (tom 1975/08)
- Za pięć dwunasta – (tom 1961/04, 1963/13)